# Orchestina vainuia
Orchestina vainuia är en spindelart som beskrevs av Marples 1955. Orchestina vainuia ingår i släktet Orchestina och familjen dansspindlar.
Artens utbredningsområde är Samoa. Inga underarter finns listade i Catalogue of Life.